# Popoarele mării

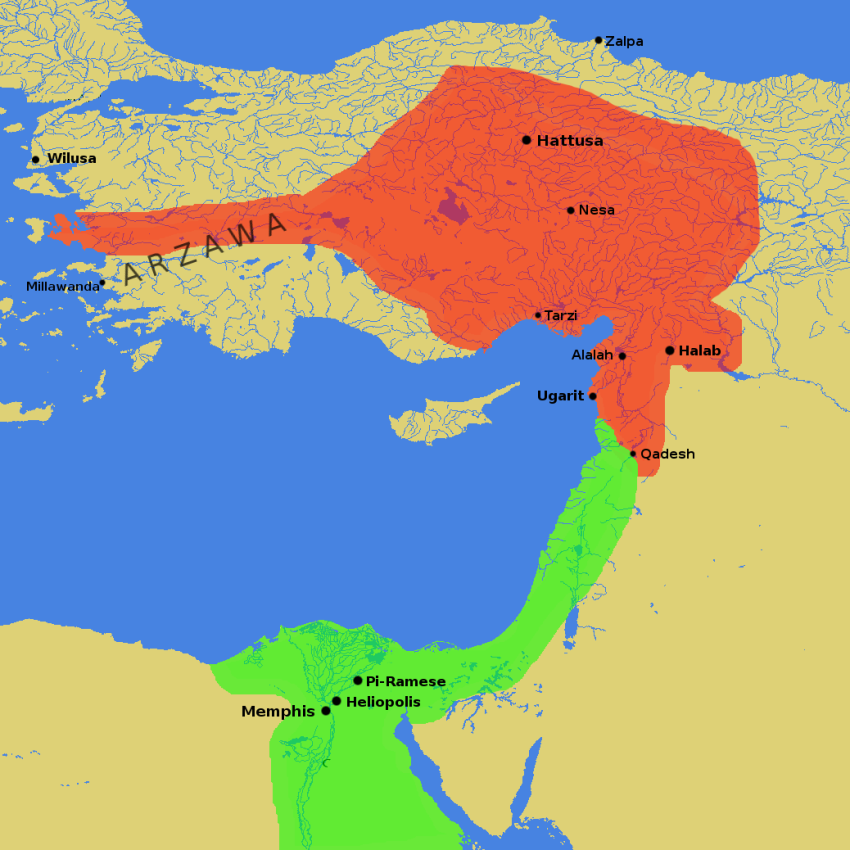
Estul Mediteranei și Anatolia în sec.al XIII-lea î.Hr.

Popoarele mării este o sintagmă care se referă la populații migratoare venite pe apă (dar și pe uscat) în decursul sec. al XIII-lea î.Hr. și care au invadat Anatolia și estul Mediteranei. În decursul migrației lor, au atacat și distrus orașe din Asia (Ugarit), Cipru (Enkomi) și probabil Imperiul hittit, care era în declin la acel moment. Singură, armata egipteană (mai numeroasă și mai bine organizată) a reușit să le facă față, în pofida renumelui de slabi marinari pe care îl aveau egiptenii. 
Popoarele mării s-au aliat cu diverse popoare asiatice și, începând cu sfârșitul celei de-a XIX-a Dinastii, au început atacarea sporadică a gurilor Nilului. Egiptenii au respins două valuri masive de invazie în vremea Faraonilor Merneptah (circa 1213-1203 î.Hr.) și Ramses al III-lea (circa 1186-1155 î. Hr.), ulterior Popoarele mării (sau Popoarele Nordului) retrăgîndu-se probabil în insulele mediteraneene, unde ulterior s-au sedentarizat. Începând cu secolul al XI-lea î.Hr., referirile istoriografice cu privire la ei se răresc considerabil, până la dispariție.

## Termen
„Popoarele mării” este un termen modern, folosit pentru prima dată de Emmanuel de Rougé atunci când a tradus reliefurile templului mortuar al lui Ramses al III-lea de la Medinet Habu. Din 1881 egiptologul francez Gaston Maspero a preluat termenul și l-a popularizat în lucrările sale referitoare la supozițiile legate de aceste populații. Egiptenii antici îi numeau  Haunebu cu un termen generic, echivalent cu (cei) „ de dincolo de insule”, în timp ce inscripțiile de la Karnak ale faraonului Merneptah vorbesc despre „popoarele străine ale mării”.

## Izvoare istorice
- Prima dovadă scrisă despre existența lor o avem pe așa numitul „ Obelisc din Byblos”, inscripționat prin 2000 sau 1700 î.Hr. cu numele de „Luka”, numele uneia dintre populațiile regăsite mai târziu în lista celor „ 9 arcuri” – termenul generic prin care vechii egipteni își desemnau dușmanii.
- În Scrisorile de la Amarna, datate pe la mijlocul secolului al 14-lea î.Hr, în vremea faraonilor Amenhotep al III-lea sau Ahenaton, apar referiri la Luka și la Șerden, ambele populații invadatoare. Astfel se menționează un mercenar renegat  din tribul Șerden, alți 3 fiind uciși de un supraveghetor egiptean. De asemeni, membri ai populației Luka sunt acuzați că atacă egiptenii împreună cu Alașiyanii (ciprioții), aceștia din urmă mărturisind că sunt forțați să își părăsească satele atacate de „aliații” lor. O referință în trecere se face și la Danuna, dar numai în legătură cu moartea regelui lor.
- În timpul lungii domnii a lui Ramses al II-lea (cel Mare), aproximativ 1279 – 1213 î.Hr., sunt două mențiuni posibile ale acestor populații: în al doilea an al Domniei (1277 î.Hr.), în cursul unor operații militare în Deltă și în anul al cincilea al Domniei (1274 î.Hr.), în celebra bătălie de la Kadeș.

Două stele comemorative ale lui Ramses al II-lea (Stela Tanis II și Stela Assuan) vorbesc despre atacurile Șerden-ilor în Deltă, în prima consemnându-se faptul că o parte dintre pirați au fost capturați și înrolați ulterior în armata egipteană pentru a respinge atacurile hittiților: „... răzvrătiții Șerden, pe care nimeni nu știa cum să-i înfrunte, au venit încrezători pe navele lor de război din adâncurile mării, niciunul nefiind capabil să le țină piept.” (traducere aproximativă). Stela Assuan descrie victoria faraonului asupra unor populații din „Marele Verde”; dacă termenul se referă la mare sau la Deltă nu este clar, astfel că numai în prima interpretare avem dovada prezenței Popoarelor mării.
Bătălia de la Kadeș (1274 î.Hr.), cea mai mare bătălie de care de luptă din istorie în urma căreia a rezultat primul tratat internațional cunoscut, este foarte bine documentată, mai ales din izvoare egiptene. În așa-numitul „Buletin”, o culegere oficială a relatărilor din război, precum și în poemul scribului Pentaur se precizează că Șerdenii capturați anterior au participat ca aliați ai egiptenilor și au avut propunerea de împărțire a armatei faraonului în 4 contingente. Ideea a fost preluată de Ramses, dar s-a dovedit dezastruoasă pe câmpul de luptă, hittiții reușind înconjurarea și atacarea separată a coloanelor. Tot în poem mai sunt menționați și Luka, luptând alături de armata hittită.

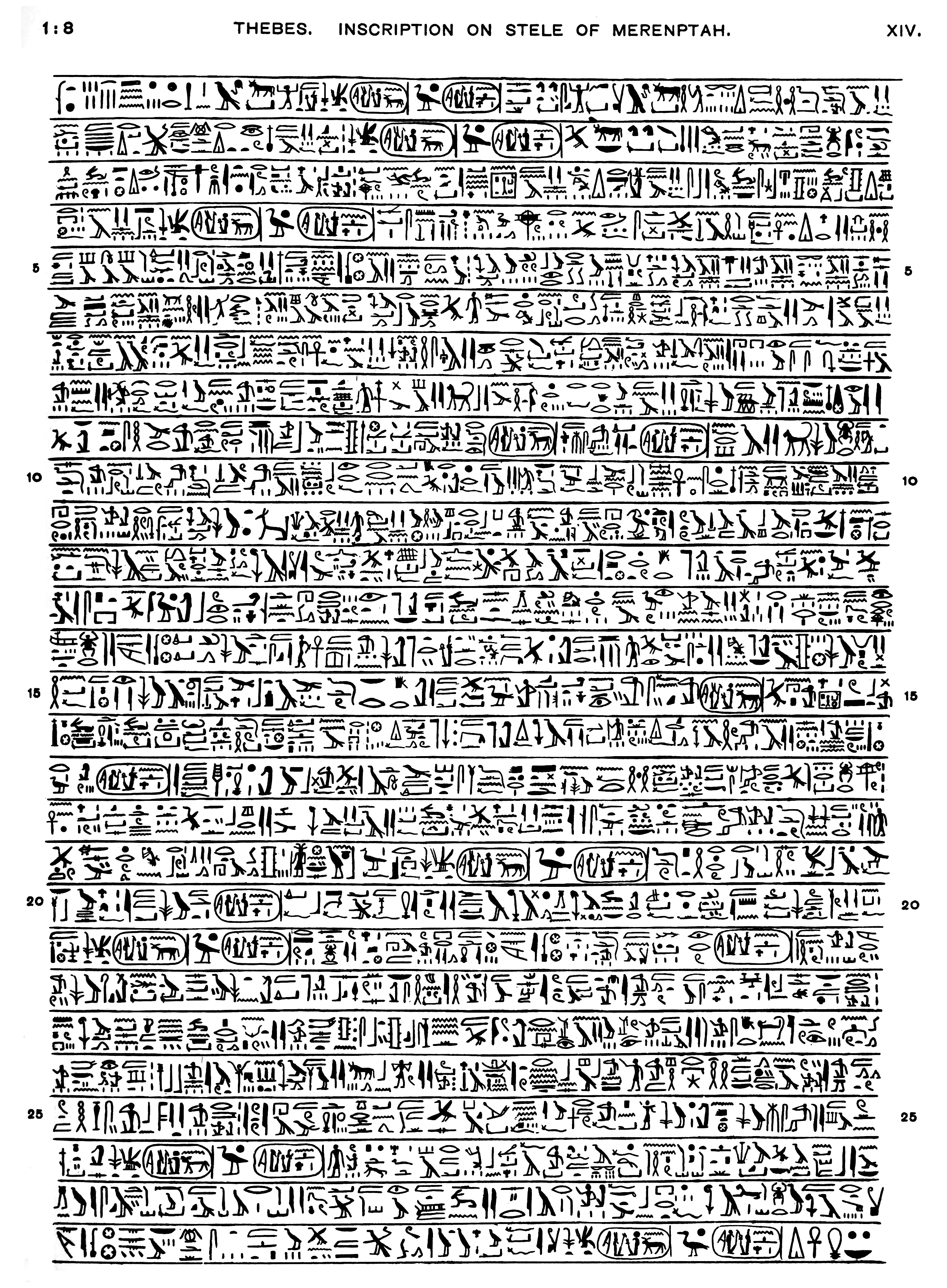
Inscripția de pe Stela lui Merneptah de la Teba

- Inscripția de pe Stela lui Merneptah de la TebaMerneptah, faraon al Dinastiei a XIX-a, a domnit între 1213-1203 î.Hr. Principalul eveniment la care a luat parte este campania împotriva unei alianțe de „9 arcuri” în anul 5 și în anul 6 al Domniei (respectiv 1208 și 1207 î.Hr.). Luptele s-au dat în vestul Deltei Nilului, la Pereire.

Merneptah a consemnat în 4 inscripții victoria sa: Marea Inscripție de la Karnak (cea mai completă, cu descrierea bătăliei), Coloana din Cairo și Stela din Athribis (rezumate ale precedentei versiuni), precum și Stela lui Merneptah (sau Stela Israelită, numită astfel pentru prima consemnare în istorie a evreilor), ultima descriind mai ales epoca de pace care a urmat bătăliilor.
Din dovezile inscripționate se deduce existența unei coaliții antiegiptene conduse de regele Libiei, la care se adaugă o revoltă concomitentă (asociată sau nu atacului din Libia) în Canaan și la care participă orașele Gaza, Așkelon și Yenoam alături de populația israelită. Cine anume este cuprins în sintagma „9 arcuri” nu este clar, dar dintre triburile sau popoarele participante la atac se desprind numele „Nordicilor veniți din toate țările: Ekueș, Tereș, Luka, Șerden, Șekeleș”.
Mai apoi se descrie atacul "... blestematul, decăzutul rege al Libiei, Meryey, fiul lui Ded, s-a abătut asupra țării Tehenu cu arcașii săi---Șerden, Șekeleș, Ekueș, Luka, Tereș, luînd cei mai buni luptători și cei mai buni oameni de război din țara lui. Și-a adus soția și copiii săi--- comandanții taberei, și ajuns la granița de vest în cîmpul de la Pereire...” (traducere aproximativă).
La auzul acestei vești, Merneptah s-a înfuriat „ca un leu” și a convocat imediat curtea ținând apoi și un discurs mobilizator. Faraonul are o viziune cu Ptah înmânându-i o sabie prin care să-și înfrângă teama și pornește la război. În lupta care a urmat arcașii egipteni l-au avut alături pe „Amon ca un scut” după cum sună inscripția; dușmanii sunt decimați după 6 ore de luptă, supraviețuitorii din coaliția celor „9 arcuri” aruncându-și armele, abandonându-și bagajele și luînd-o la fugă. Se face un recensământ după bătălie, rezultând 6.000 de morți și 9.000 de prizonieri din rîndul invadatorilor. Pentru ușurarea numerotării cadavrelor, se castrează toți inamicii necircumciși și li se taie mîinile celor circumciși.
- Scrisorile de la Ugarit

Au fost descoperite 4 scrisori (tăblițe de lut) la Ugarit, un oraș-port din estul Mediteranei, situat aproape de actualul oraș sirian Lattaqia, care consemnează prezența Popoarelor mării. Ultimele trei par să preceadă cu puțin distrugerea orașului, putând fi astfel datate cu aproximație – 1180 î.Hr. Aceste dovezi au fost excavate dintre ruinele orașului, nemaiputând fi trimise la destinatar.
Prima tăbliță conține un mesaj din partea „Marelui Rege”, identificat cu suveranul Suppiluliuma al II-lea al hittiților,  către prefectul orașului Ugarit: Marele Rege solicită predarea unui anume Ibnadușu, fost captiv al Șekeleșilor, „care trăiau in bărci”, probabil pentru a obține informații de la acesta. O cerere similară, se precizează, fusese adresată anterior regelui, dar acesta datorită imaturității sale nu era un partener  de încredere.
Din grupul celorlalte 3 scrisori  care conțin corespondența între Ammurapi, regele Ugaritului, și Eșuvara, conducătorul Alașiyei (Ciprului), se poate aminti cea care conține un apel disperat din partea primului : „Tată, ia seama, corăbiile dușmanului au ajuns (aici); orașele (?) mele au fost arse și au făcut lucruri rele în țara mea. Oare tatăl meu nu știe că toate trupele și carele (?) mele sunt în Țara Hatti și toate corăbiile mele sunt în Țara lui Luka ?... Așa că țara e abandonată sieși. Asta să afle tatăl meu: cele șapte corăbii ale dușmanului care au ajuns aici ne-au făcut mari distrugeri” (versiune aproximativă).
Se pare că nici Ugaritul, nici Alașiya nu au rezistat atacului Popoarelor mării. 
- Ramses al III-lea, al doilea faraon al Dinastiei a XX-a și ultimul mare faraon al Noului Regat, are trei confruntări importante cu Popoarele mării, cea decisivă fiind cea din cel de-al optulea an al domniei sale (circa 1178 î.Hr.). Campaniile sunt documentate prin inscripțiile templului mortuar de la Medinet Habu și prin datele oferite de Papirusul Harris. Ramses al III-lea și câțiva dușmani capturați în reliefurile de la Medinet Habu

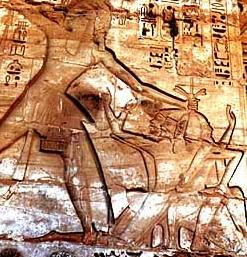
Ramses al III-lea și câțiva dușmani capturați în reliefurile de la Medinet Habu

Conflictul a debutat atunci cînd Popoarele mării, enumerate ca: Pelset, Șerden, Denyen, Ueșueș și Geker au atacat Egiptul venind pe mare, dar și pe uscat. Faraonul a reușit să-i înfrîngă în două mari bătălii, una navală, cealaltă terestră. Ramses al III-lea își construise o flotă ținută ascunsă în Deltă cu care a atacat vasele invadatorilor, după ce arcași aliniați pe maluri au răspuns cu o ploaie de săgeți la tentativele de debarcare. Le-au abordat corăbiile cu cîrlige și în crâncena luptă corp la corp care a urmat egiptenii s-au impus. Papirusul Harris este evocator: „Cât despre cei care mi-au ajuns la granițe, sămânța lor nu mai este, inima și sufletul lor au pierit pentru totdeauna. În ceea ce-i privește pe aceia care au venit împreună direct de pe mare, totul era o  flacără în calea lor la gurile Nilului, în timp ce o grămadă de lănci i-a înconjurat pe țărm, i-a pironit pe plaje, i-a măcelărit și i-a așezat despicați în grămezi” (variantă aproximativă).
Tot din inscripții mai aflăm că Ramses al III-lea a populat sudul Canaanului cu supraviețuitorii bătăliei, cooptați ca supuși ai faraonului. Această acțiune a faraonului rămâne controversată, neexistând dovezi în acest sens. Mai probabil că, incapabil fiind să le împiedice acțiunile, acesta a pretins doar că a hotărît să îi așeze acolo pe mebrii populațiilor invadatoare.

## Originea Popoarelor mării
Există mai multe teorii, care nu se exclud neapărat, în privința originii lor, nici una nefiind complet acceptată; controversele continuă și astăzi, fără să se ajungă la o concluzie satisfăcătoare.
1)	Teoria miceniană. Conform acesteia, populațiile migratoare cunoșteau scrierea Lineară B și alte forme de scriere greacă veche. Alte argumente ar fi echivalențele onomastice între Ekueș / Ahei și între Denyen / Danaoi. Este parțial în contradicție cu teoria canaanită, deoarece Ramses al III-lea îi descrie pe Ekueș ca fiind circumciși.
2)	Teoria central și nord-europeană. Se presupune că un eveniment geologic sau astronomic cataclismic a afectat nordul Mării Mediterane până în nordul Europei, ceea ce a dus la  schimbări climatice, urmate de foamete și molime; populații întregi au început să migreze spre zone mai favorabile. Ca argumente ar fi descrierile din legendele popoarelor despre globul de foc venit dinspre Oceanul Indian peste Arabia și Etiopia, dispărând într-o explozie deasupra Mării Mediterane și care a determinat apariția unui val mareic tip tsunami. De asemeni, s-au găsit bijuterii de ambră (chihlimbar) și arme care par apropiate de tenologia central-europeană a epocii. Ca argument onomastic, Șekeleș / Sicilia.
3)	Teoria canaanită. Se bazează pe descrierile egiptene, care îi prezintă pe invadatori ca avînd nume semitice și ca fiind circumciși. Apropieri de nume: Peleset / Filistini, Șekeleș / Isaacar, Ueșueș / Aser, Geker / Manasse, Denyen / Dan

## Concluzii
Popoarele mării reprezintă o pagină controversată din „Epoca întunecată a Bronzului”. Dovezile arheologice din zona estului mediteraneean și din Anatolia indică o discontinuitate brutală în straturile excavate legată probabil de mișcarea migratorie a acestor populații. Deseori erau însoțiți de familii și de bunuri (invaziile de pe uscat se făceau cu aceștia încărcați în care cu boi), ceea ce implică mai degrabă mișcări de migrație în masă decît acțiuni militare coerente duse de armate. Deși dovezile indică agresivitatea atacurilor, cu obligarea populațiilor cucerite să lupte alături de ei și înlocuirea culturilor rafinate din zonă cu una mai rudimentară, care disprețuia până și palatele și templele, se pare că din secolul al XI-lea î.Hr. devin inofensivi și se disipează în insulele mediteraneene. Însăși existența lor este pusă la îndoială, deoarece asocierile de nume sunt deseori speculative; iată cele mai cunoscute:
Peleset = filistini (alții zic că ar fi tribul grecesc al pelasgilor);
Luka = Lycia (Asia Mică);
Ekueș = ahei;
Denyen = danaoi (vechii greci; alții zic că ar fi tribul Dan al lui Israel);
Șerden = Sardinia;
Șekeleș = Sicilia;
Geker = tirrhenieni (înrudiți cu etruscii);
Tereș = troienii din Asia Mică;
Ueșeș = oscii (Peninsula Italică; alții zic că probabil e tribul Așer al lui Israel);
Carcisa = Caria antică sau hittiți.  